# Las Labradas (Sinaloa)

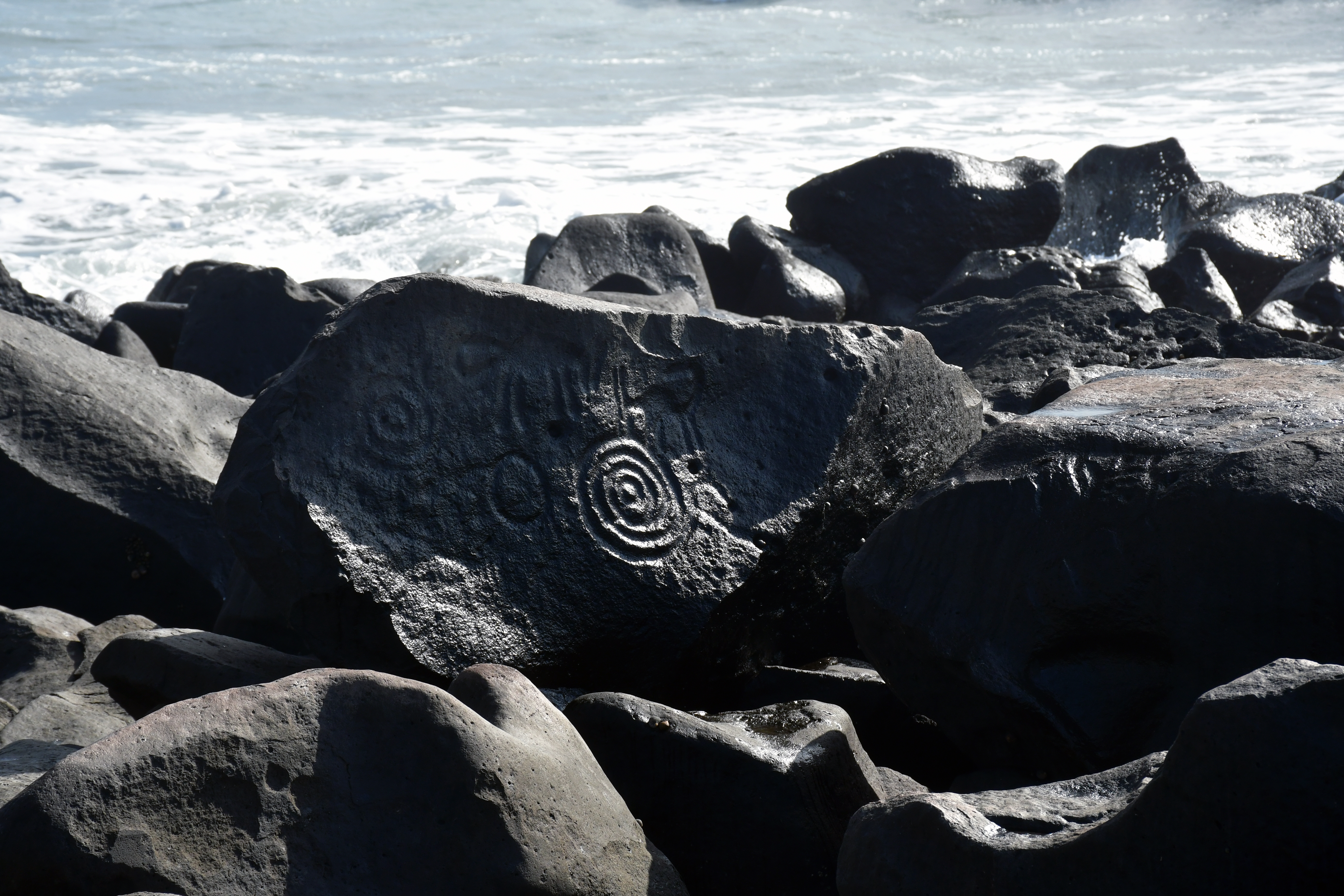
Uno de los petroglifos del yacimiento arqueológico de Las Labradas.

Las Labradas es un sitio arqueológico de tipo rupestre ubicado en la costa del municipio de San Ignacio, al sur del estado de Sinaloa, México.

## Localización
A treinta y tres kilómetros al sur de la costa del Golfo de California está la desembocadura del río Piaxtla. Ahí, se encuentra un puerto llamado Barras de Piaxtla. En una de las playas de dicho puerto se encuentra un conjunto de petroglifos, algunos de los cuales datan de los siglos IX y X, denominado Las Labradas.
Se ha realizado una investigación sobre los petroglifos de la región, que fueron realizados en su mayoría en un risco de roca volcánica, llamado La Ventana. Se ha determinado que algunos de los petroglifos podrían datar de miles de años de antigüedad. 
Por la calidad plástica de los glifos se considera el sitio como uno de los lugares de arte rupestre más importantes del continente americano. Se encuentran extrañamente estilizadas diversas formas de plantas, flores, peces, seres humanos y figuras zoomorfas.